# گوخان لکسیز
گوخان لکسیز (انگلیسی: Gökhan Lekesiz؛ زادهٔ ۲۵ ژانویهٔ ۱۹۹۱) بازیکن فوتبال اهل آلمان است.
از باشگاه‌هایی که در آن بازی کرده‌است می‌توان به باشگاه فوتبال فورتونا سیتارد، باشگاه فوتبال دویسبورگ، و باشگاه فوتبال آلمانیا آخن اشاره کرد.